# Башковце (район Собранці)
Башковце (словац. Baškovce, угор. Alsóbaskóc) — село, громада в окрузі Собранці, Кошицький край, східна Словаччина. Кадастрова площа громади — 6,21 км². Населення — 247 осіб (за оцінкою на 31 грудня 2017 р.).
Знаходиться за ~5 км на північ від адмінцентра округу міста Собранці.

## Історія
Перша згадка 1427-го року як Bazkoch, 1449-го — Basskoch, 1786 року — Basskowce, в угорських джерелах Alsóbaskóc та Baskóc.
1939—1944 рр під окупацією Угорщини.
ЄСГА (Єдина сільсько—господарська артіль, слов. JRD, по суті колгосп) створено 1958 року.

## Географія
Село географічно знаходиться в гірській місцевості Подвігорлатска пагоркатіна (Podvihorlatská pahorkatina) по обидва береги річки Ж'яровніца (Žiarovnica, або Ж'яровніцки поток — Žiarovnický potok).
В кадастрі є сірчане водне джерело. Протікають річка Глінік і Жяровниця.

## Населення
| Рік:            | 1994. | 2004.   | 2014.   | 2024.    |
| --------------- | ----- | ------- | ------- | -------- |
| Кількість осіб: | 269   | 261     | 253     | 215      |
| Різниця:        |       | -2,97 % | -3,06 % | -15,01 % |

| Рік:            | 2023. | 2024.   |
| --------------- | ----- | ------- |
| Кількість осіб: | 224   | 215     |
| Різниця:        |       | -4,01 % |

## Пам'ятки
У селі є греко-католицька церква Вознесіння Господа з 1863 року в стилі необароко з рукописним євангелієм написаним кириличним письмом наприкінці 15 століття.